# 카를루크
카를루크(고대 튀르크어:, 영어: Qarluq는 7세기부터 12세기에 걸쳐 중앙 아시아에 존재한 튀르크계 유목민이다.

## 역사

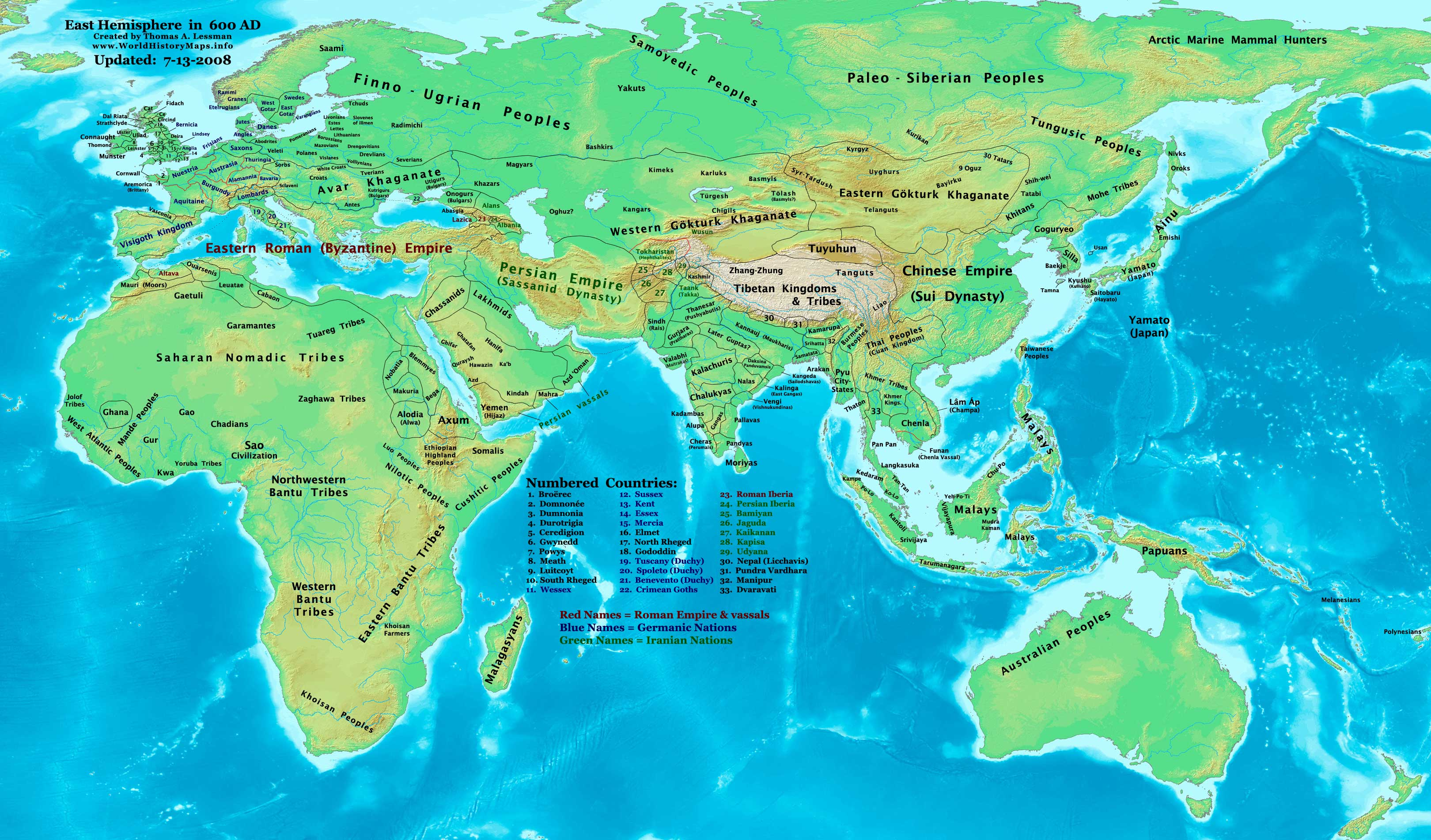
600년경의 아시아

카를루크가 투르크족 계통이고, 더욱이 돌궐족의 후예라는 사실은 사서에 언급되어 있다. 주요 거주 중심지는 알타이 산맥 서쪽의 카라 이르티쉬와 타르바가타이(추구착, 타청) 근교로 알려져 있다. 카를루크는 이미 서돌궐의 이스테미 야브구(부족장)(522~576) 시대, 카스피해 북부에서 트란스옥시아나에 이르는 영토 확장 과정에서 큰 역할을 수행하였다.
동돌궐이 멸망하고 630~680년 사이에도 카를루크는 독자적인 부족 단위로 간간이 중국에 대항한 반란을 시도했다. 640년경 투르판 북부 지역에 거주하게 된 카를루크는 650년과 654년 당나라의 공격으로 톈산 북부 지역을 관장하는 북정(北庭)주에 편입되었다. 그러나 각 부족 단위의 조직과 결속은 와해되지 않았다.
그래서 655년경의 당시 당나라 기록은 카를루크가 당나라의 지배나 서역이나 동돌궐의 영향을 받지 않는 독자적인 공동체를 이루고 있었다는 사실을 전해 주고 있다. 카를루크는 한때(747) 위구르와 함께 중앙 아시아 패권 경쟁을 벌였으나, 모옌초르 카간에게 패퇴당한 후, 타림 분지에서 서쪽으로 이주해 갔다. 특히 카를루크는 751년 벌어진 탈라스전투에서 처음에는 고선지가 이끄는 당나라 군에 가담했다가 나중에 배반하고 아랍 측에 가담함으로써 동전투에서 아랍측이 승리하는 데에 결정적 기여를 했다. 또한 당나라를 공격하여 칭하이성 일대까지 영토로 편입시켰다.
756년경 중가리아 지대에, 그리고 766년경에는 투르기스의 고도인 발라사군과 탈라스 지역에 정착하였다. 이로써 아르슬란 일-티르귁(Arslan Il-Tirguk) 시대에 과거 서돌궐 제국의 영역에 확고한 국가의 기초를 다졌다. 수도는 발라사군이었다. 외튀켄에 자리잡은 위구르국의 카를루크에 대한 우위를 인정하였다. 이즈음 카를루크는 정치적 명칭으로 투르크멘(Türkmen)이란 이름을 사용하였던 것 같다.
자신의 종족적 원류를 돌궐 왕가의 아쉬나계로 본 카를루크의 야브구들은 외튀켄의 위구르 카간을 투르크족의 대표로 추앙하였다. 그러나 840년 위구르가 키르기즈에게 멸망한 후에는 키르기즈국을 인정하지 않고, 자신이 스스로 투르크 카간의 정통 후예임을 자처했다. 카를루크 야브구가 사용한 칭호는 카라한(Kara Khan)이었으며, 중심부는 여전히 발라사군이었다. 카를루크는 이슬람-투르크사에서 특히 중요한 의미를 갖는다.
아랍 세력과 대결하면서 최초로 이슬람 문화와 접촉하게 된 카를루크는 후일 이슬람화된 투르크 국가의 건설 주역이 된다. 최초의 투르크 이슬람 국가인 카라한조(Karakhanid)와 가즈나조(Ghaznavid)의 핵심 지배 세력이 카를루크족이었다는 사실이 이를 잘 설명해 준다. 카를루크는 12세기 이후, 서투르키스탄 지역의 새로운 지배자로 등장한 카라 히타이(西遼)와 화레즘 샤 국가의 강성으로 차츰 그 존재가 약화되어 갔다.
1157년 카를루크의 지도자 야브구 칸이 살해되고, 또 다른 카를루크 부족장 아야르 베이(Ayyar Bey)는 1172년 카라 히타이에 인질로 잡혔다. 그럼에도 불구하고 하레즘샤 제국의 군대에 편입되거나, 카라한조의 지배하에 놓인 카를루크족들은 상당 기간 투르키스탄 일대에서 공국(公國) 형태를 지속했다.

## 같이 보기
- 오손
- 위구르 칸국
- 카라한 왕조
- 정령 (민족)
- 투르크족
- 하자르족
- 유목민
- 카를루크어파